# Zebramangoeste
De zebramangoeste of mungo (Mungos mungo) is een mangoeste die voorkomt op de Afrikaanse savanne. De naam dankt het dier aan de heldere gestreepte tekening op de rug. In West-Afrika woont de verwante Gambiamangoeste (Mungos gambianus).

## Kenmerken
De zebramangoeste is een stevige mangoeste met een grote kop, kleine oren, korte, gespierde poten en een lange staart, bijna net zo lang als de rest van het lichaam. Dieren in vochtigere streken zijn groter en donkerder dan dieren in drogere streken. Het achterlijf is hoger en ronder dan de borst. De ruwe vacht is grijsbruin van kleur. Over de rug en achterlijf lopen donkerbruine tot zwarte, verticale strepen. De ledematen zijn (voornamelijk aan het onderste gedeelte) donkerder van kleur, evenals de snuit. De onderzijde is veel lichter van kleur. Aan de poten zitten lange klauwen, waarmee het dier in de bodem kan graven. De staart is aan de basis breed, en loopt af naar een dunne, zwarte staartpunt.
Een volwassen dier wordt 55 tot 60 centimeter lang en 1,5 tot 2,25 kilogram zwaar. De staart is 15 tot 30 centimeter lang.

## Verspreiding en leefgebied
De zebramangoeste komt voor in open savannen, licht beboste streken en graslanden, voornamelijk in de buurt van water maar ook in droog doornig struikgewas. De soort is vooral algemeen in gebieden met veel termietenheuvels, die dienen als verblijfplaats. De zebramangoeste komt voor in een groot gedeelte van Oost-, Zuidoost- en Zuidcentraal-Afrika. Ook heeft hij zich weten te verspreiden naar de noordelijke savannen tot in West-Afrika. De zebramangoeste heeft weten te profiteren van de komst van landbouwgebieden.

## Leefwijze
De zebramangoeste is overdag actief, maar bij extreme hitte alleen 's ochtends en 's avonds. Het is een groepsdier, die in stabiele familiegroepen van ongeveer 30 soortgenoten bij elkaar leeft. Als een groep meer dan 40 dieren bevat, zal hij meestal gaan opsplitsen in twee kleinere groepen van 15 tot 20 dieren. Leden van een groep kunnen elkaar herkennen aan een gezamenlijke groepsgeur.
Zebramangoesten gebruiken verlaten termietenheuvels als hun dagelijks verblijf. De heuvels, die een grootte hebben van ongeveer 1 m³, worden door de mangoesten ingericht met allerlei vertrekken. Het territorium kan vrij groot worden, tot 130 hectare. Het wordt afgebakend met geurvlaggen. Vooral hooggeplaatste mannetjes markeren het territorium regelmatig. Opvallende plaatsen in het territorium, waaronder termietenheuvels, stenen en boomstronken, worden dagelijks gemarkeerd.
Het voedsel bestaat hoofdzakelijk uit ongewervelden als insecten (voornamelijk termieten en keverlarven) en duizendpoten, hagedissen, slangen, kikkers en vaak ook muizen. Veel van zijn voedsel graaft hij op met de scherpe klauwen. Soms eet hij ook plantenwortels en vruchten. Een geliefd tussendoortje is een vogelei. Deze worden met de voorpoten uit een nest geroofd en vervolgens tussen de achterpoten weggesleurd. De zebramangoeste foerageert meestal in kleine, losse subgroepjes. Tijdens het foerageren staat de zebramangoeste geregeld op zijn achterpoten om de omgeving te verkennen. Hij houdt contact met de andere groepsleden met een grote verscheidenheid aan geluiden.

## Voortplanting
De kern van de groep bestaat uit één dominant mannetje en drie of vier dominante vrouwtjes. Enkel de dominante dieren mogen zich voortplanten. De hiërarchie onder de dieren is gebaseerd op leeftijd, grootte en assertiviteit. Na een draagtijd van twee maanden worden tot vier jongen geboren. De jongen worden door alle melkproducerende vrouwtjes gezoogd. Volwassen groepsleden spelen geregeld met de jongen.
In een groep zebramangoestes zitten één tot twaalf vrouwtjes die zich voortplanten. Gewoonlijk werpen ze op dezelfde dag. Een mogelijke verklaring daarvoor is dat dominante vrouwtjes daardoor niet overgaan tot infanticide, omdat er bij de aanwezige jongen nakomelingen van haarzelf kunnen zitten. In andere gevallen gaan dominante vrouwtjes namelijk wel over tot het ombrengen van alle aanwezige jongen. Door samen te werpen met dominante vrouwtjes, vergroten andere vrouwtjes hierdoor dus mogelijk de overlevingskansen van de eigen jongen.
Bij zebramangoestes komt incest frequent voor.